# 短唇鼠尾草
短唇鼠尾草（学名：Salvia brevilabra）为唇形科鼠尾草属的植物，为中国的特有植物。分布于中国大陆的四川等地，生长于海拔3,200米至3,850米的地区，多生长于草地、山坡及林地上，目前尚未由人工引种栽培。